# Schwetschkea capillifolia
Schwetschkea capillifolia är en bladmossart som beskrevs av Dixon in Herzog 1935. Schwetschkea capillifolia ingår i släktet Schwetschkea och familjen Leskeaceae. Inga underarter finns listade i Catalogue of Life.